# ادوارد میرزویان
ادوارد میکائلی میرزویان (ارمنی: Էդվարդ Միքայելի Միրզոյան؛ ۱۲ مهٔ ۱۹۲۱ – ۵ اکتبر ۲۰۱۲) یک سیاست‌مدار و آهنگساز اهل ارمنستان بود.

## زندگی
وی در ۱۲ مه ۱۹۲۱ در گوری به دنیا آمد و از کنسرواتوار دولتی کومیتاس ایروان فارغ‌التحصیل گشت.  وی در ۵ اکتبر ۲۰۱۲ در سن ۹۱ سالگی در ایروان درگذشت و پانتئون کومیتاس به خاک سپرده شد.

## جایزه‌ها
وی برنده جوایزی نیز شده است که عبارتنداز:
- جایزه هنرمند مردمی اتحاد جماهیر شوروی
- جایزه دولتی اتحاد شوروی
- نشان لنین
- نشان افتخار مسروپ ماشتوتس مقدس (۲۰۰۱)
- مدال موسس خورناتسی (۱۹۹۸)

## نگارخانه

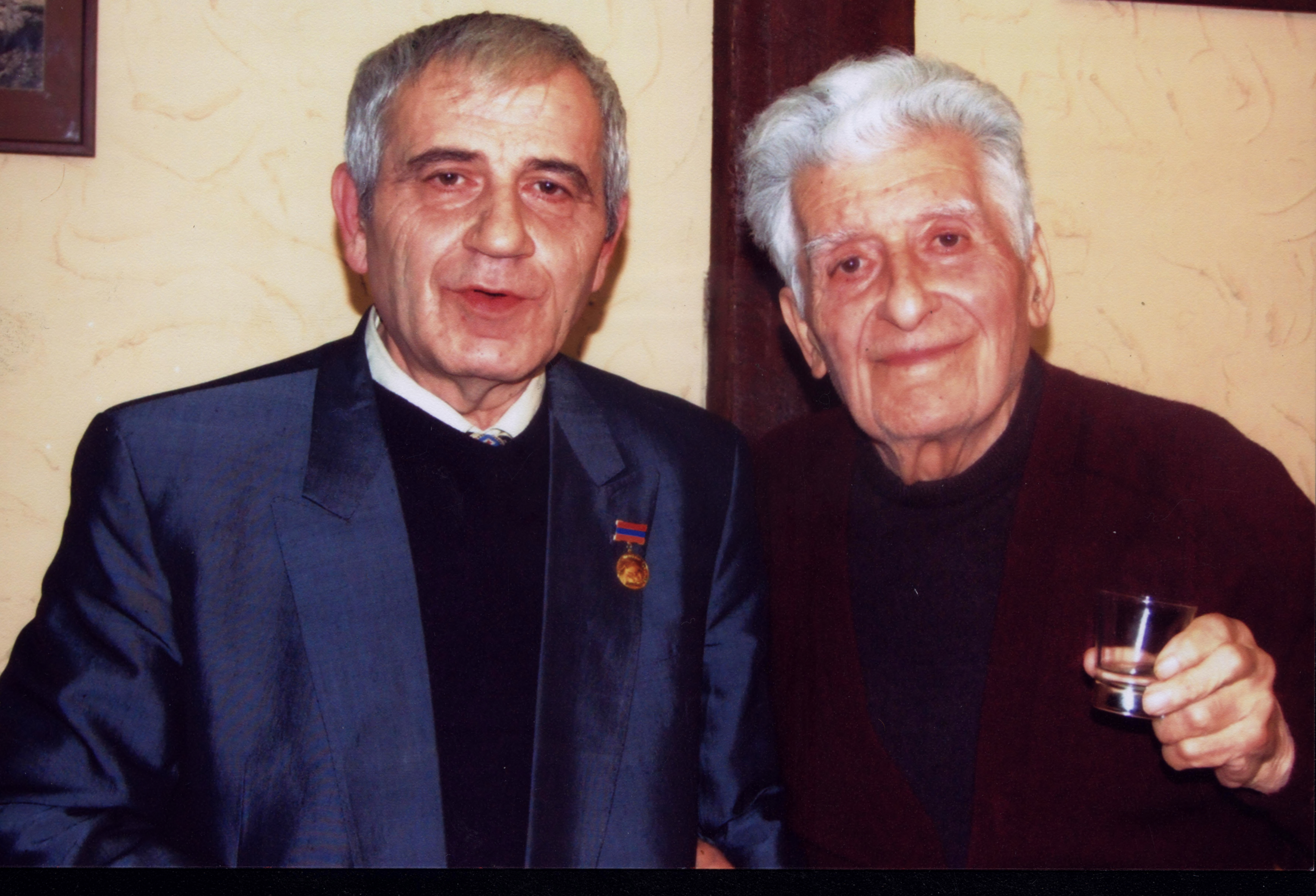
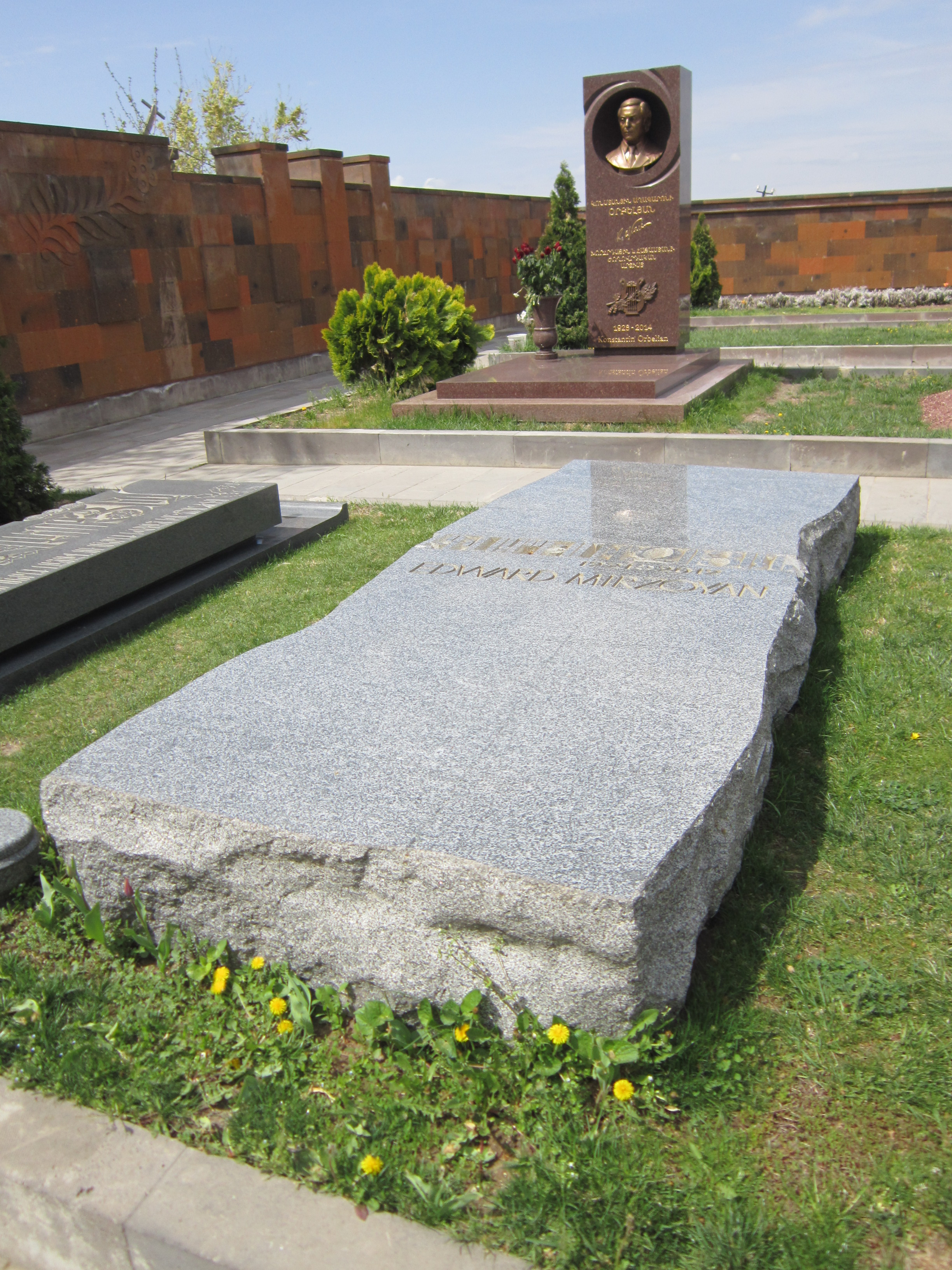
آرامگاه ادوارد میرزویان در پانتئون کومیتاس
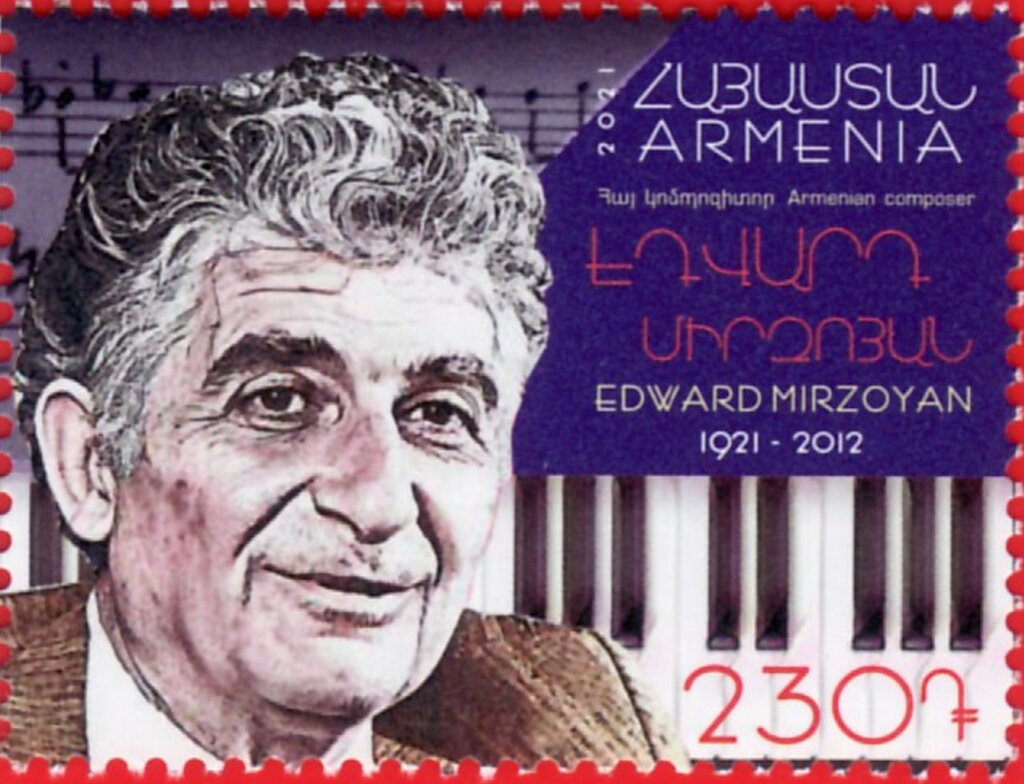